# Alfred Swahn

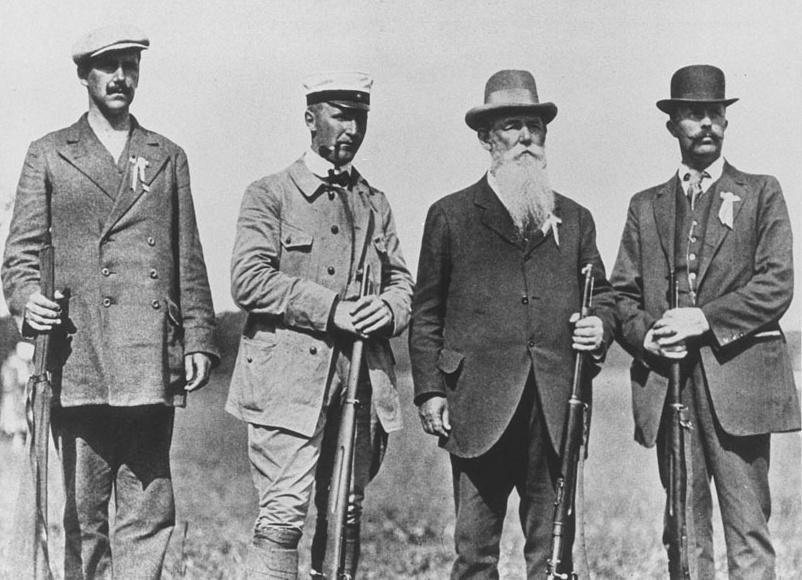
Von links nach rechts: Alfred Swahn, Lundeberg, Oscar Swahn und Arvidsson bei den Olympischen Spielen 1912

Alfred „Alf“ Gomer Albert Swahn (* 20. August 1879 in Uddevalla; † 16. März 1931 in Stockholm) war ein schwedischer Sportschütze. Er gewann bei vier Olympiateilnahmen neun Medaillen.

## Karriere
Alfred Swahn gewann bei den Olympischen Spielen 1908 in London die Goldmedaille in der Mannschaft in der Disziplin „Laufender Hirsch“ (Einzelschuss). Zu der siegreichen schwedischen Mannschaft gehörte neben Arvid Knöppel und Ernst Rosell sein Vater Oscar Swahn, der auch den Einzelwettbewerb in dieser Disziplin gewann.
Vier Jahre später in Stockholm gewann Alfred Swahn als Nachfolger seines Vaters die Goldmedaille in der Einzelwertung der Disziplin „Laufender Hirsch“ (Einzelschuss), in der Mannschaftswertung siegten die beiden gemeinsam mit Åke Lundeberg und Per-Olof Arvidsson, wobei Oscar Swahn mit 64 Jahren und 257 Tagen zum bis heute ältesten Olympiasieger avancierte. Im Einzelwettbewerb „Laufender Hirsch“ (Doppelschuss) belegte Alfred Swahn den vierten Platz hinter seinem Vater und in der Mannschaftswertung Trap belegte Alfred Swahn mit der schwedischen Mannschaft ebenfalls den vierten Platz, wobei er in der Einzelwertung den 22. Platz erreichte.
Bei den Olympischen Spielen 1920 in Antwerpen siegte in der Einzelwertung der Disziplin „Laufender Hirsch“ (Einzelschuss) der Norweger Otto Olsen vor Alfred Swahn, in der Mannschaftswertung belegte die schwedische Mannschaft mit Alfred und Oscar Swahn den vierten Platz. In der Mannschaftswertung der Disziplin „Laufender Hirsch“ (Doppelschuss) gewann die norwegische Mannschaft vor der schwedischen Mannschaft mit Alfred und Oscar Swahn, wobei Oscar Swahn mit 72 Jahren und 279 Tagen der bis heute älteste Olympiamedaillengewinner aller Zeiten in einem Sportwettbewerb war. Mit dem schwedischen Trap-Team gewann Alfred Swahn in Antwerpen eine weitere Bronzemedaille.
Vier Jahre später in Paris fehlte Oscar Swahn wegen Erkrankung. Alfred Swahn belegte in der Einzelwertung der Disziplin „Laufender Hirsch“ (Einzelschuss) den sechsten Platz, mit der Mannschaft kam er auf den zweiten Platz. In der Disziplin „Laufender Hirsch“ (Doppelschuss) gewann Alfred Swahn Bronze sowohl in der Einzel- als auch in der Mannschaftswertung. Mit dem Trap-Team erreichte Alfred Swahn den vierten Platz.